# Brooke Russell
Brooke Russell ist eine US-amerikanische R&B- und Soulsängerin.

## Werdegang
Anfang der 1990er-Jahre zog Brooke Russell von den Vereinigten Staaten nach Köln. Sie war für eine ganze Reihe von Musikern als Duettpartnerin und Begleitsängerin tätig, so unter anderem für Die Coolen Säue, Stephan Remmler oder auch Walkin’ Large. Zudem war sie Mitglied der Band von Freundeskreis. 1999 veröffentlichte sie ihr erstes und bislang einziges Soloalbum The Life I’ve Been Looking For sowie zwei Singles.
2001 heiratete sie den deutschen Rapper Samy Deluxe. Im selben Jahr wurde ihr gemeinsamer Sohn Elijah Malik geboren. Russell trennte sich kurz darauf von Samy Deluxe und zog 2011 mit ihrem Sohn zurück in die Vereinigten Staaten.

## Diskografie
Alben
- 1999: The Life I’ve Been Looking For

Singles
- 1999: So Sweet – feat. Mr. Gentleman
- 2000: Theme Song – feat. KC Da Rookee